# Rivière Neilson (rivière Pépeshquasati)
Pour les articles homonymes, voir Neilson.
La rivière Neilson est un affluent de la rive droite de la rivière Pépeshquasati coulant dans la municipalité de Eeyou Istchee Baie-James, dans la région administrative du Nord-du-Québec, au Québec, au Canada. Cette rivière coule au nord de la limite de Mistassini et au sud des monts Tichégami.

## Géographie
Les bassins versants voisins sont :
- côté nord : lac du Crapaud, lac Holton, ruisseau Holton, rivière Tichégami, rivière Mémeshquasati ;
- côté est : ruisseau Holton, rivière Pépeshquasati, rivière Chéno, rivière Kapaquatche, rivière Takwa ;
- côté sud : rivière Pépeshquasati, lac Mistassini, lac Albanel, rivière Témiscamie. Note : Les péninsules Ouachimiscau et du Dauphin sont situées au sud ;
- côté ouest : rivière Wabissinane, lac Fromenteau, lac Anorak, lac Baudeau, lac Comeau, rivière Tichégami.

La rivière Neilson prend sa source à l'embouchure d'un lac non identifié (altitude : 704 m). Les monts Tichégami sont situés au nord-ouest de ce lac.
La source de la rivière Neilson est située au sud-est du Lac du Crapaud, le lac de tête du ruisseau Holton, au nord de sa confluence avec la rivière Pépeshquasati, au nord de Mistissini.
À partir du lac de tête, le courant de la rivière Neilson coule sur environ 40 km vers le sud, du côté nord du lac Mistassini, entièrementen zone forestière, selon les segments suivants :
- vers le nord-est jusqu'à un crochet vers le sud-ouest ;
- vers le sud-ouest en traversant cinq petits lacs non identifiées, jusqu'à son embouchure du dernier lac ;
- vers le sud-ouest, jusqu'à la décharge (venant du nord-est) d'un ensemble de lacs non identifiés ;
- vers le sud-ouest, jusqu'à la décharge (venant du nord-ouest) d'un ensemble de lacs non identifiés ;
- vers le Sud, jusqu'à la décharge d'un ensemble de lacs non identifiés venant du nord-est ;
- vers le sud jusqu'à une décharge d'un ensemble de lacs non identifiés venant du nord-ouest ;
- vers le sud en traversant, en fin de segment, un lac non identifié (altitude : 431 m), jusqu'à sa décharge ;
- vers le sud en recueillant la décharge d'un ensemble de plans d'eau non identifiés venant du nord-ouest, jusqu'à l'embouchure de la rivière[2].

L'embouchure de la rivière Neilson est située dans un coude de rivière au nord de l'embouchure de la rivière Pépeshquasati sur le lac Mistassini, au nord de Mistissini.
L'embouchure de la rivière Neilson se déverse dans un coude de rivière sur la rive nord  de la rivière Pépeshquasati. À partir de l'embouchure de la rivière Neilson, le courant suit le cours de la rivière Pépeshquasati, jusqu'à son embouchure (confluence avec le lac Mistassini). Puis le courant emprunte le lac Mistassini vers le sud-ouest, puis la rivière Rupert vers l'ouest laquelle fait d'abord une boucle vers le nord, puis coule généralement vers l'ouest jusqu'à la baie de Rupert.

## Toponymie
Le toponyme « rivière Neilson » a été officialisé le 5 décembre 1968 à la Banque des noms de lieux de la Commission de toponymie du Québec.